# Triadodaphne inaequitepala
Triadodaphne inaequitepala är en lagerväxtart som först beskrevs av André Joseph Guillaume Henri Kostermans, och fick sitt nu gällande namn av André Joseph Guillaume Henri Kostermans. Triadodaphne inaequitepala ingår i släktet Triadodaphne och familjen lagerväxter. Inga underarter finns listade i Catalogue of Life.